# 日本女子アマチュアゴルフ選手権競技
日本女子アマチュアゴルフ選手権競技（にほんじょしアマチュアゴルフせんしゅけんきょうぎ）は日本の女子アマチュアゴルフ日本一を決めるJGA 日本ゴルフ協会主催のトーナメント。

## 概要
大会の方式は日本アマチュアゴルフ選手権競技と同じ。4日間72ホールのストロークプレーで優勝者を決める。2000年から15年までは2日間36ホールにわたるストロークプレーで上位32名がマッチプレーによるトーナメントで優勝者を決めていた。2020年は新型コロナの影響で中止。
過去には服部道子、大山志保、宮里藍、諸見里しのぶ、西郷真央らがその後有力プロへと育っており、登竜門的な大会となっている。
大会優勝者には、日本女子プロゴルフ協会（JLPGA）が主催するプロテストの1次予選及び2次予選を免除され、最終予選から出場することが出来る。

## 歴代優勝者(72Hストロークプレー時代)
- 1959年：E.L.ジャコラ
- 1960年：横河初子
- 1961年：鈴木信子
- 1962年：松波紘子
- 1963年：田坪信子
- 1964年：泉谷珠子
- 1965年：泉谷珠子
- 1966年：泉谷珠子
- 1967年：泉谷珠子
- 1968年：井福羽留子
- 1969年：清元登子
- 1970年：外山雅代
- 1971年：橘道子
- 1972年：清元登子
- 1973年：清元登子
- 1974年：山田まち子
- 1975年：山田まち子
- 1976年：石井羽留子
- 1977年：加納由美子
- 1978年：宮沢晴代
- 1979年：小田美岐
- 1980年：宮沢晴代
- 1981年：原早里
- 1982年：小林弘実
- 1983年：松原寿江
- 1984年：服部道子
- 1985年：服部道子
- 1986年：橋本愛子
- 1987年：喜多麻子
- 1988年：服部道子
- 1989年：文平友恵
- 1990年：元載淑
- 1991年：斎藤美樹
- 1992年：芳賀ゆきよ
- 1993年：渡辺恵子
- 1994年：大山志保
- 1995年：米山みどり
- 1996年：中島真弓
- 1997年：中島真弓
- 1998年：魏筠潔
- 1999年：魏筠潔

## 歴代優勝者（36H+マッチプレー時代）
- 2000年：紫垣綾花
- 2001年：井芹美保子
- 2002年：上原彩子
- 2003年：宮里藍
- 2004年：宮里美香
- 2005年：諸見里しのぶ
- 2006年：森桜子
- 2007年：綾田紘子
- 2008年：森桜子
- 2009年：藤本麻子
- 2010年：酒井美紀
- 2011年：比嘉真美子
- 2012年：比嘉真美子
- 2013年：森田遥
- 2014年：蛭田みな美
- 2015年：勝みなみ

## 歴代優勝者(72Hストロークプレー)
| Year   | 優勝者           | 開催コース                     | トータル打数     | 優勝スコア       | 2位との差        | 2位（タイ）            | 備考                                                       |
| ------ | ---------------- | ------------------------------ | ---------------- | ---------------- | ---------------- | ---------------------- | ---------------------------------------------------------- |
| 2016年 | ・高橋彩華       | グランディ那須白河ゴルフクラブ | 276              | −12              | 3打差            | ☆畑岡奈紗              |                                                            |
| 2017年 | ・安田祐香       | 奈良国際ゴルフ倶楽部           | 274              | −14              | 3打差            | ☆佐渡山理莉            | 大会レコード                                               |
| 2018年 | ・吉田優利       | 嵐山カントリークラブ           | 287              | −1               | 1打差            | ☆上野菜々子            |                                                            |
| 2019年 | ・西郷真央       | エリエールGC松山               | 272              | −16              | 2打差            | ☆後藤未有 ・和久井麻由 | 大会レコード更新                                           |
| 2020年 | コロナ禍の為中止 | コロナ禍の為中止               | コロナ禍の為中止 | コロナ禍の為中止 | コロナ禍の為中止 | コロナ禍の為中止       | コロナ禍の為中止                                           |
| 2021年 | ☆尾関彩美悠      | 大山GC                         | 278              | −10              | 1打差            | ☆手塚彩馨              |                                                            |
| 2022年 | 寺岡沙弥香       | 岐阜関CC東C                    | 276              | −12              | 6打差            | 仲村果乃               | 2位と過去最大の6打差V 第1日から首位を守る初の完全Vだった。 |
| 2023年 | 飯島早織         | 秋田CC太平山・日本海C          | 285              | -3               | 1打差            | 外園華蓮, 藤本愛菜     |                                                            |
| 2024年 | 鳥居さくら       | 我孫子GC                       | 274              | -14              | 5                | 新地真美夏             |                                                            |
| 2025年 | 中澤瑠来         | 名神八日市CC                   | 280              | -8               | 1                | 岩永杏奈               |                                                            |
| 2026年 | 日本の旗         | 北海道ブルックスCC             |                  | –                |                  | 不明の旗               |                                                            |

☆大会シード選手